# Castello Strassberg
Il castello Strassberg (o anche, nella forma italianizzata ma desueta, castello della Strada, in lingua tedesca Straßberg), è un piccolo castello medioevale che si trova nei pressi della località Novale (Ried in tedesco), frazione del comune di Vipiteno, a sud di Colle Isarco in Alto Adige.

## Storia
Il castello fu eretto nel XIII secolo, presumibilmente tra il 1263 e il 1280, e fu un feudo dei principi vescovi della Diocesi di Bressanone. In seguito tale proprietà passò nelle mani dei conti del Tirolo, che a loro volta decisero di affidarlo ad altre famiglie nobiliari quali i Freundsberg o anche i Fugger. La denominazione di Strazperch è già attestata nel 1280 e compare quale Strassperch anche nel 1288.
Alle origini il castello era dotato di due ponti levatoi ed un cinta muraria, ma ad oggi se ne possono riscontrare solo alcune parti, come sezioni delle mura, con il cammino di ronda e i merli, la torretta posta a difesa dell'ingresso e il maschio rettangolare.
I pochi resti del castello furono lasciati in stato di totale abbandono, finché nella prima metà del XX secolo il Regio Esercito non decise di sfruttarne la base per celarvi una struttura difensiva, nello specifico l'opera 19 appartenente allo Sbarramento di Tenne-Novale, del Vallo Alpino in Alto Adige.
Finita la sua seconda funzione strategica, recentemente il contadino che possiede il maso li vicino risulta esserne l'attuale proprietario. Ad oggi si distinguono a est un piccolo stagno, mentre ad ovest si trovano la strada statale del Brennero, la ferrovia del Brennero e l'autostrada A22.

## Galleria d'immagini

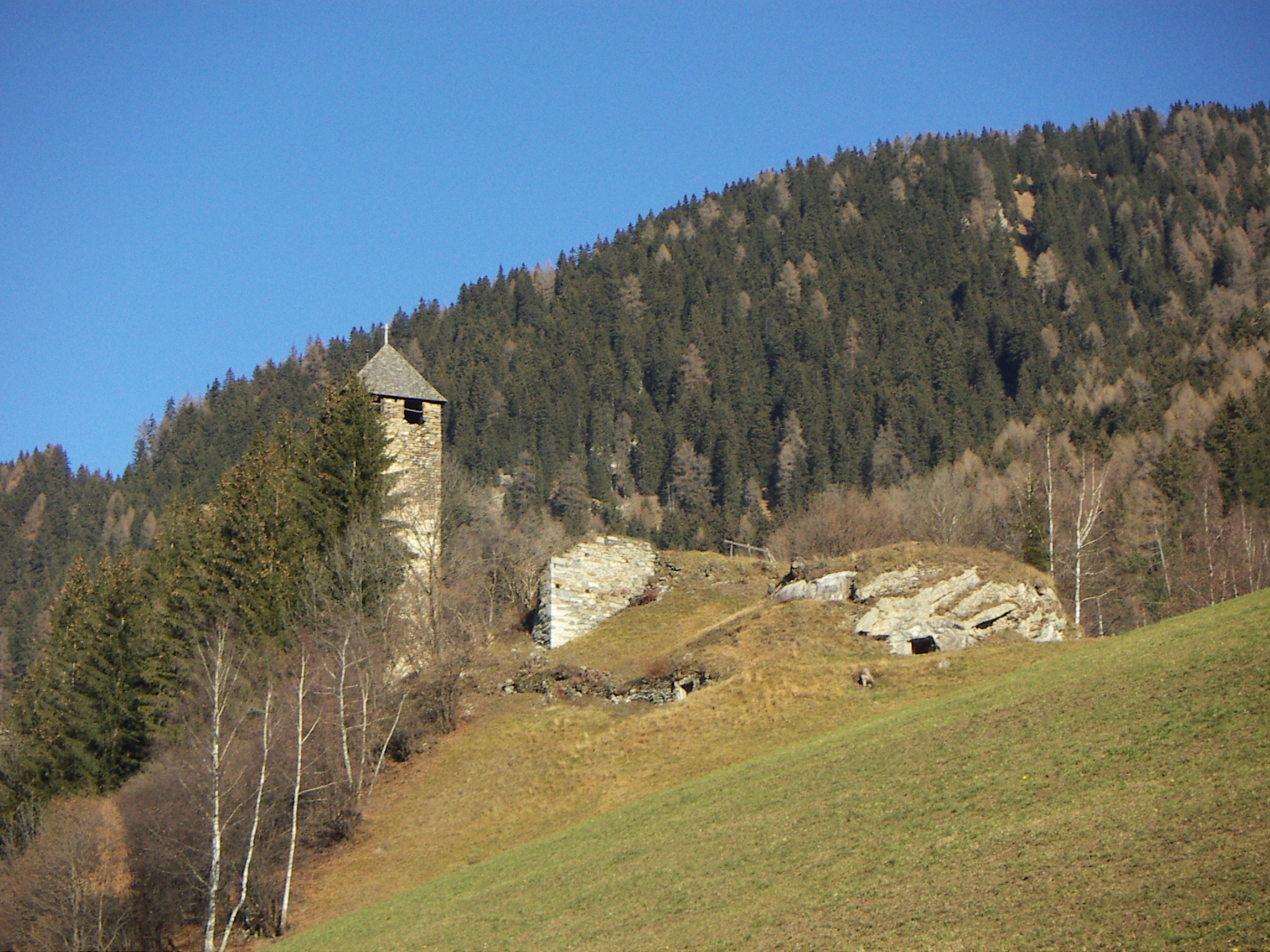
L'opera 19 dello sbarramento di Tenne-Novale, sormontato dal castello
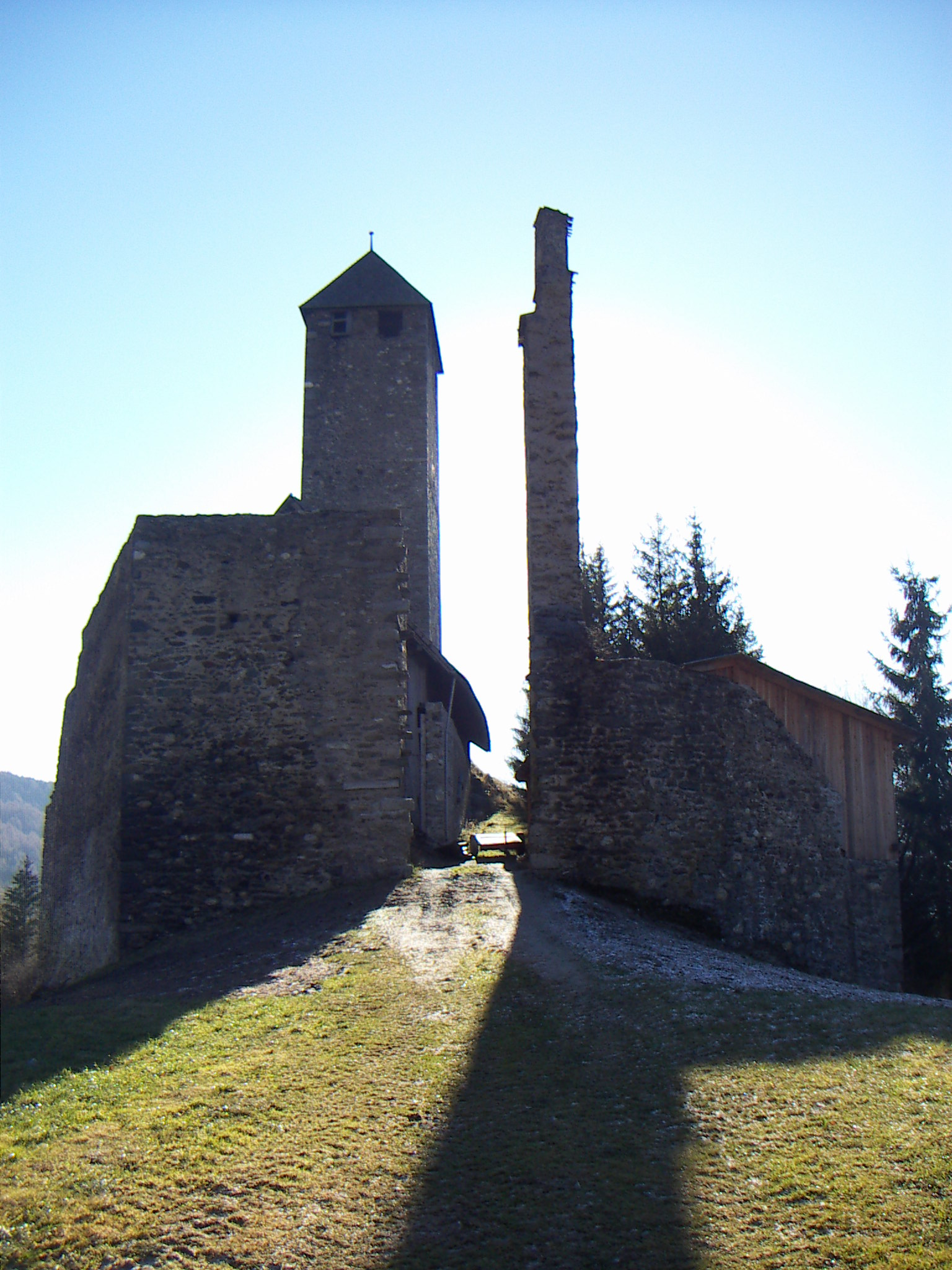
Il castello Strassberg